# Condado de Delaware (Iowa)
El condado de Delaware (en inglés: Delaware County, Iowa), fundado en 1837, es uno de los 99 condados del estado estadounidense de Iowa. En el año 2000 tenía una población de 18 404 habitantes con una densidad poblacional de 12 personas por km². La sede del condado es Manchester.

## Geografía
Según la Oficina del Censo, el condado tiene un área total de 1500 km² (579,2 mi²), de la cual 1497 km² (578 mi²) es tierra y 3 km² (1,2 mi²) es agua.

### Condados adyacentes
- Condado de Buchanan oeste
- Condado de Clayton norte
- Condado de Dubuque este
- Condado de Fayette noroeste
- Condado de Jones sureste
- Condado de Linn suroeste

```
Condados de Iowa
```

## Demografía

Condado de Delawere distribución de la población por edad y sexo, censo de 2000

En el 2000 la renta per cápita promedia del condado era de $37 168, y el ingreso promedio para una familia era de $43 607. El ingreso per cápita para el condado era de $17 327. En 2000 los hombres tenían un ingreso per cápita de $30 702 contra $19 685 para las mujeres. Alrededor del 7.90% de la población estaba bajo el umbral de pobreza nacional.
| 1900   | 1910   | 1920   | 1930   | 1940   | 1950   | 1960   | 1970   | 1980   | 1990   | 2000   |
| ------ | ------ | ------ | ------ | ------ | ------ | ------ | ------ | ------ | ------ | ------ |
| 19 185 | 17 888 | 18 183 | 18 122 | 18 487 | 17 734 | 18 483 | 18 770 | 18 933 | 18 035 | 18 404 |

## Lugares

### Ciudades y pueblos
- Colesburg
- Delaware
- Delhi
- Dundee
- Dyersville
- Earlville
- Greeley
- Hopkinton
- Manchester
- Masonville
- Ryan

### Principales carreteras
- U.S. Highway 20
- Carretera de Iowa 3
- Carretera de Iowa 13
- Carretera de Iowa 38